# Eco di Mosca
L'Eco di Mosca (in russo Э́хо Москвы́?, Ėcho Moskvy) è stata un'emittente radiofonica russa con sede a Mosca e che copriva tutta la Russia, alcune delle repubbliche post-sovietiche (in collaborazione con stazioni radio locali) e si riceveva anche a Chicago e su Internet. La maggior parte del contenuto era costituito da notizie e talk show, che si concentravano su questioni sociali e politiche, con la presentazione di punti di vista differenti.
Il caporedattore era dal 1996 Aleksej Venediktov.
È stata chiusa il 3 marzo 2022, per decisione del Roskomnadzor, per i suoi servizi sull'invasione dell'Ucraina.

## Azionisti
- Gazprom-Media 66%
- Personale dei giornalisti 34%